# Wilhelm von Lieres und Wilkau
Wilhelm Otto Emil Fürchtegott von Lieres und Wilkau (* 24. Juni 1874 in Breslau; † 8. Januar 1948 in Eschwege) war ein deutscher Verwaltungsbeamter und Rittergutsbesitzer.

## Leben
Wilhelm von Lieres und Wilkau war der Sohn des Gutsherrn Theodor von Lieres und Wilkau-Reppline (1848–1929) und Helene von Wallenberg-Grunau (1851–1914). Er studierte an der Georg-August-Universität Göttingen. 1894 wurde er Mitglied des Corps Saxonia Göttingen. Nach Abschluss des Studiums und dem Regierungsreferendariat bestand er 1902 Regierungsassessor-Examen für den preußischen Staatsdienst. 1907 wurde er zum Landrat des Landkreises Lüben ernannt. Während des Ersten Weltkriegs nahm er am 1. Februar 1915 seinen Abschied aus dem Staatsdienst und trat als Offizier in die Armee ein. Am 9. März 1915 wurde er als Führer einer Eskadron im Husaren-Regiment „von Schill“ (1. Schlesisches) Nr. 4 an der Ostfront schwer verwundet. Nach der Genesung war er erneut bis Weihnachten 1918 als Eskadronführer im Dragoner-Regiment „von Bredow“ (1. Schlesisches) Nr. 4 im Fronteinsatz.

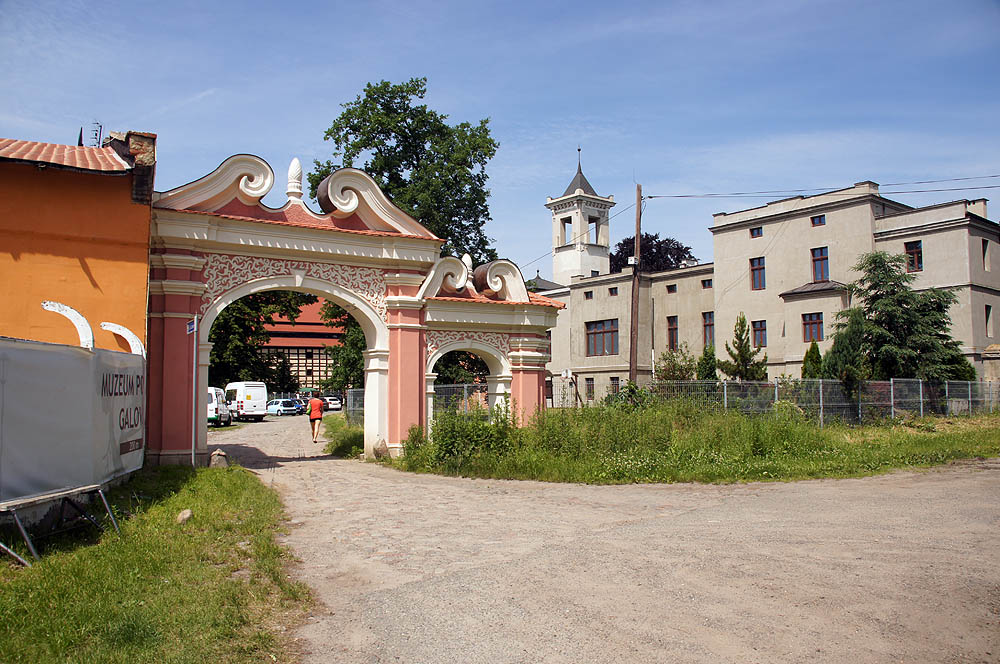
Schloss Gallowitz

Nach Kriegsende lebte er auf seinem Rittergut Reppline. Sein Gesamtbesitz, zu dem auch das Rittergut Gallowitz bei Breslau gehörte, hatte eine Größe von 723 Hektar. Nach dem Zweiten Weltkrieg kam er ins hessische Eschwege, wo er verstarb.
Am 31. August 1908 heiratete er in Goerne Josepha Gräfin von Bredow-Görne, Tochter des Gutsbesitzers Wilkin Graf von Bredow. Das Gutsbesitzerehepaar hatte folgende Kinder:
- Theodor,[3] (* 1912), der als Erbe von Gallowitz vorbestimmt war.
- Maria-Helene (* 1916)
- Josepha (* 1921)
- Wilhelma-Hermine (* 1927)